# خلودووو
خلودووو (به لهستانی:  Chludowo) یک روستا در لهستان است که در گمینا سوخ لاس واقع شده‌است. خلودووو ۱٬۰۰۰ نفر جمعیت دارد.